# エピグラフ
エピグラフ（epigraph）は、文書の巻頭に置かれる句、引用、詩などの短文のこと。題句、銘句、題辞。他に、石・彫刻・硬貨に刻む碑銘、碑文の意味もある。

## 概要
エピグラフは序文、要約、反例になることもあり、作品をより広く知られている文学作品と関連づけたり、比較をもたらしたり、あるいは様式化されたコンテクストに参加するためにも使われる。たとえば、T・S・エリオットは『J・アルフレッド・プルフロックの恋歌』でダンテの『神曲』からの長い引用をエピグラフに用いたが、それは『神曲』地獄篇でのグイド1世・ダ・モンテフェルトロの言葉とエリオットの詩を形成するモノローグを関連づけることで、プルフロックの告白に注釈と重要性をつけくわえるためだった。エリオットは『Gerontion』でもウィリアム・シェイクスピア『尺には尺を』からの引用をエピグラフとして利用している。
ジョルジュ・ペレックの『人生使用法』の序文と本全体へのエピグラフは、トリックは遊ばれるものであり、すべてがそう見えるものではないということを読者に警告している。
E・L・ドクトロウの『Ragtime』のエピグラフは、スコット・ジョプリンがラグタイムを演奏する人たちへの教示からの引用である。「曲を速く演奏しないこと。ラグタイムを速く演奏するのはけっして正しくない」。これは20世紀への変わり目のアメリカ合衆国の加速するペースと対称的な立場である。
作品自体の虚構性に関連させる意味で、虚構の引用を使う作家もいる。たとえば、スティーヴン・キングの『ミザリー』では主人公の書いた虚構の小説の一節をエピグラフとしている。またジャスパー・フォードの『文学刑事サーズデイ・ネクスト1 － ジェイン・エアを探せ!』では、おそらく本編で描かれる事件について書かれた未来の書物からの引用をエピグラフに使っている。SF作家には物語の舞台となる世界の引用を使うことを好んでやっている。たとえば、アイザック・アシモフの『ファウンデーション』シリーズやフランク・ハーバートの『デューン』シリーズがその例である。それは想像上の世界に信憑性を与えるやり方と見ることができる。